# Wiesław Z. Szota
Wiesław Z. Szota (ur. 1929, zm. 1978) – polski historyk, podpułkownik Wojska Polskiego.

## Życiorys
Był pracownikiem naukowym pracownik Biura Historycznego WP i Wojskowego Instytutu Historycznego. Współautor głośniej książki Droga do nikąd: działalność Organizacji Ukraińskich Nacjonalistów i jej likwidacja w Polsce. Droga do nikąd została szybko wycofana ze sprzedaży. Wydział Propagandy KC PZPR uznał, iż „książka jest szkodliwa dla bieżącej propagandy partyjnej i że należy ograniczyć zasięg jej oddziaływania” i „może być wykorzystana propagandowo przez emigrację ukraińską w walce przeciw systemowi radzieckiemu”.

## Wybrane publikacje
- (współautor: Stanisław Gać), Udział Polaków w drugiej wojnie światowej: mapa, Warszawa: Wydawnictwo Ministerstwa Obrony Narodowej 1959 (wyd. 2 – 1967).
- (współautor: Jerzy Nafalski), Wyszli z Kijanicy: z dziejów 11 pułku piechoty, Warszawa: Wydawnictwo Ministerstwa Obrony Narodowej 1965.
- (współautor: Antoni Szcześniak) Droga do nikąd: działalność Organizacji Ukraińskich Nacjonalistów i jej likwidacja w Polsce, Warszawa: MON 1973 (wyd. 2 Wojna polska z UPA: droga do nikąd, Warszawa: Bellona 2013).
- (współautorzy: Stanisław Gać, Leszek Grot), Geschichte der Polnischen Armee, die Übers. ins Dt. Günther Kozianka, Berlin: Deutscher Militärverlag 1978.